# جون سولومون (كاتب)
جون سولومون (بالإنجليزية: John Solomon)‏ هو كاتب سيناريو أمريكي، ولد في 23 مايو 1970 في أوماها في الولايات المتحدة.

## وصلات خارجية
- جون سولومون على موقع IMDb (الإنجليزية)
- جون سولومون على موقع ألو سيني (الفرنسية)
- جون سولومون على موقع أول موفي (الإنجليزية)
- جون سولومون على موقع قاعدة بيانات الفيلم (الإنجليزية)
- جون سولومون على موقع كينوبويسك (الروسية)